# Dorota Medyńska
Dorota Medyńska est une joueuse de volley-ball polonaise née le 25 avril 1993 à Bolesławiec. Elle mesure 1,70 m et joue au poste de libero. Elle totalise 22 sélections en équipe de Pologne.

## Clubs
| Club                  | De        | À         |
| --------------------- | --------- | --------- |
| TOP Bolesławiec       | 2005-2006 | 2007-2008 |
| SMS PZPS Sosnowiec    | 2008-2009 | 2010-2011 |
| Impel Wrocław         | 2011-2012 | 2013-2014 |
| Budowlani Łódź        | 2014-2015 | 2015-2016 |
| MKS Muszyna           | 2016-2017 | 2017-2018 |
| KS Developres Rzeszów | 2018-2019 | …         |

## Palmarès
- Championnat de Pologne
  - Finaliste : 2014.
- Coupe de Pologne
  - Finaliste : 2019.